# Geneviève Darrieussecq
Geneviève Darrieussecq (ur. 4 marca 1956 w Peyrehorade) – francuska polityczka, lekarka i działaczka samorządowa, deputowana, sekretarz stanu (2017–2020), minister delegowany (2020–2023), w 2024 minister zdrowia i dostępności opieki społecznej.

## Życiorys
Absolwentka studiów medycznych na Université Bordeaux-Segalen. Specjalizowała się w zakresie alergologii. Pracowała jako lekarka w szpitalu w Mont-de-Marsan, była też lekarzem klubowym drużyny rugby. Działaczka Ruchu Demokratycznego (MoDem). W latach 2004–2015 była radną Nowej Akwitanii, ponownie wybrana na radną regionalną w 2021. W latach 2008–2017 pełniła funkcję mera miejscowości Mont-de-Marsan, pozostając następnie radną miejską. Od 2015 do 2017 była radną departamentu Landy.
W 2017 po raz pierwszy uzyskała mandat deputowanej do Zgromadzenia Narodowego w departamencie Yvelines. Z powodzeniem ubiegała się o reelekcję w wyborach w 2022 i 2024.
W czerwcu 2017 została sekretarzem stanu przy ministrze obrony. W lipcu 2020 powołana na ministra delegowanego do spraw pamięci i weteranów (przy ministrze obrony) w rządzie Jeana Castex. W kolejnym gabinecie Élisabeth Borne została natomiast ministrem delegowanym do spraw osób niepełnosprawnych (przy ministrze solidarności, autonomii i osób niepełnosprawnych). Funkcję tę pełniła do lipca 2023. We wrześniu 2024 dołączyła natomiast do rządu Michela Barniera, obejmując w nim stanowisko ministra zdrowia i dostępności opieki społecznej. Zakończyła urzędowanie wraz z całym gabinetem w grudniu tego samego roku.

## Odznaczenia
- Kawaler Legii Honorowej (2011)[7]
- Komandor Orderu Zasługi Republiki Włoskiej (2021)[8]